# Modernistyczne osiedla mieszkaniowe w Berlinie
Modernistyczne osiedla mieszkaniowe w Berlinie (niem. Siedlungen der Berliner Moderne) – sześć zespołów domów mieszkalnych, będących efektem innowacyjnej polityki mieszkaniowej w latach 1910 do 1933, szczególnie w okresie Republiki Weimarskiej: miasto ogród Falkenberg, osiedle Schillerpark, wielki zespół mieszkaniowy Britz, osiedle im. Carla Legiena, Białe Miasto, wielki zespół mieszkaniowy Siemensstadt. Osiedla w duchu Nowej Rzeczowości (niem. Neue Sachlichkeit) zaprojektowali niemieccy architekci, głównie Bruno Taut i Martin Wagner. Kompleksy ilustrują rozwój modernistycznego budownictwa socjalnego od miast-ogrodów po funkcjonalne wielkie zespoły mieszkaniowe.
W lipcu 2008 modernistyczne osiedla mieszkaniowe w Berlinie zostały wpisane na listę dziedzictwa kulturowego UNESCO.

## Historia
Osiedla modernistyczne były efektem innowacyjnej polityki mieszkaniowej prowadzonej po I wojnie światowej, szczególnie w okresie Republiki Weimarskiej. Celem polityki była budowa funkcjonalnych mieszkań za przystępną cenę, by poprawić warunki życia ludności o niskich dochodach. Projektowano słoneczne, jedno-, pięciopokojowe mieszkania z balkonami, wyposażone w kuchnie i łazienki. W latach 1924–1931 powstało w Berlinie 140 tysięcy nowych mieszkań. Szczególną wagę przykładano do funkcjonalności osiedli, zapewniano dobrze rozwiniętą infrastrukturę publiczną oraz liczne tereny zielone (parki i skwery).
Głównymi planistami berlińskich osiedli byli niemieccy architekci przedwojennego modernizmu Bruno Taut i Martin Wagner, z którymi współpracowali również inni budowniczowie, m.in. Hans Scharoun i Walter Gropius. Nowe osiedla w dzielnicach Bohnsdorf, Britz, Charlottenburg, Prenzlauer Berg, Reinickendorf i Wedding stały się przykładem dla rozwiązań architektonicznych budownictwa socjalnego w okresie międzywojennym.
Jako pierwsze powstało miasto ogród Falkenberg (niem. Gartenstadt Falkenberg) projektu Bruno Tauta, oferujące 128 mieszkań (1913–1916). Zespół składa się z jedno- i dwupiętrowych domów różniących się wielkością i proporcjami. Domy odznaczają się kolorowymi elewacjami o kontrastujących barwach.
W latach 1924–1930 Taut zainspirowany funkcjonalną architekturą holenderską (Jakobusa Ouda) zbudował osiedle Schillerpark. Zespół składa się z dwupiętrowych domów (300 mieszkań) o ścianach z czerwonej palonej cegły ze wstawkami wokół okien i balkonów z cegły pomalowanej na biało.
W latach 1925–1930 powstał duży kompleks mieszkaniowy na blisko dwa tysiące mieszkań – wielki zespół mieszkaniowy Britz (zwany też Osiedlem Podkowy), zaprojektowany wspólnie przez Tauta i Martina Wagnera. W centrum osiedla znajduje się półkolisty staw otoczony wielorodzinnym budynkiem na planie podkowy.
Pod koniec lat 20. Taut zaprojektował duże osiedle niskich, trzy-, czteropiętrowych bloków na 1500 mieszkań (miasto-sypialnię) – osiedle im. Carla Legiena (niem. Wohnstadt Carl Legien).
Na przełomie lat 20. i 30. miasto sfinansowało za sumę 15 milionów marek budowę kolejnych dwóch osiedli na około 2600 mieszkań: Białego Miasta (niem. Weisse Stadt) i wielkiego zespołu mieszkaniowego Siemensstadt (niem. Grossiedlung Siemensstadt).

## Lista osiedli
| Osiedle                                 | Dzielnica                                   | Budowa    | Projekt                              | Architekci                                                                             | Zdjęcie |
| --------------------------------------- | ------------------------------------------- | --------- | ------------------------------------ | -------------------------------------------------------------------------------------- | ------- |
| Miasto ogród Falkenberg                 | Bohnsdorf (Treptow-Köpenick)                | 1913–1916 | Bruno Taut                           | Bruno Taut Heinrich Tessenow                                                           |         |
| Osiedle Schillerpark                    | Wedding (Mitte)                             | 1924–1930 | Bruno Taut                           | Bruno Taut Max Taut (odbudowa) Hans Hoffmann (rozbudowa)                               |         |
| Wielki zespół mieszkaniowy Britz        | Britz (Neukölln)                            | 1925–1930 | Bruno Taut                           | Bruno Taut Martin Wagner                                                               |         |
| Osiedle im. Carla Legiena               | Prenzlauer Berg (Pankow)                    | 1928–1930 | Bruno Taut                           | Bruno Taut Franz Hillinger                                                             |         |
| Białe Miasto                            | Reinickendorf (Reinickendorf)               | 1929–1931 | Otto Rudolf Salvisberg Martin Wagner | Otto Rudolf Salvisberg Bruno Ahrends Wilhelm Büning                                    |         |
| Wielki zespół mieszkaniowy Siemensstadt | Charlottenburg (Charlottenburg-Wilmersdorf) | 1929–1934 | Hans Scharoun Martin Wagner          | Hans Scharoun Walter Gropius Otto Bartning Fred Forbat Hugo Häring Paul Rudolf Henning |         |

## Literatura
- Jörg Haspel, Annemarie Jaeggi: Siedlungen der Berliner Moderne. Monachium: Deutscher Kunstverlag, 2007. ISBN 978-3-422-02091-7. (niem.). Brak numerów stron w książce

- Landesdenkmalamt Berlin im Auftrag der Senatsverwaltung für Stadtentwicklung Berlin (wyd.), Winfried Brenne: Siedlungen der Berliner Moderne. Nominierung zur Aufnahme in die Welterbeliste der UNESCO. Berlin: Braun Verlagshaus, 2007. ISBN 3-938780-20-7. (niem.).Sprawdź autora:1. Brak numerów stron w książce

- ICOMOS Nationalkomitee der Bundesrepublik Deutschland und Landesdenkmalamt Berlin: Welterbestätten des 20. Jahrhunderts. Defizite und Risiken aus europäischer Sicht. Michael Imhof Verlag, 2008. ISBN 978-3-86568-393-9. (niem.).Sprawdź autora:1. Brak numerów stron w książce